# William Turton
William Turton est un naturaliste britannique, né le 21 mai 1762 à Olveston, Gloucestershire et mort le 28 décembre 1835 à Bideford.
Il fait ses études à l’Oriel College à Oxford. Il commence à pratiquer la médecine à Swansea et consacre ses loisirs à l’étude de l’histoire naturelle, particulièrement la conchyliologie. Il fait paraître plusieurs livres illustrés sur les coquillages et traduit la treizième édition du Systema naturae de Carl von Linné (1707-1778) supervisé par Johann Friedrich Gmelin (1748-1804). Sa collection de coquillages est actuellement conservée au National Museum of Natural History à Washington, DC.

## Œuvres
- A Medical Glossary; in which the words in the various branches of medicine are deduced from their original languages, and explained (Londres, 1797, réédité en 1802).
- A Conchological Dictionary of the British Islands, by W. Turton, assisted by his daughter (Londres, 1819).
- A Manual of the Land and Fresh-Water Shells of the British Islands (Londres, 1831, réédité en 1840 et en 1857).

## Source
- (en) Cet article est partiellement ou en totalité issu de l’article de Wikipédia en anglais intitulé « William Turton » (voir la liste des auteurs).